# Апсара
Апса́ры (санскр. अप्सरस्, IAST: apsaras, «многоводные») — полубогини в индуистской мифологии, духи облаков или воды (ср. с нимфами в греческой мифологии). Изображались в виде прекрасных женщин, одетых в богатые одежды и носящих драгоценности. В ведийской мифологии являлись жёнами и возлюбленными гандхарв. При переходе в индуистскую мифологию приобрели функции небесных танцовщиц и куртизанок. Также, по преданиям, апсары ублажают павших в бою героев в раю Индры (ср. со скандинавской Валгаллой или Раем в исламе).
Происхождение апсар в разных источниках описывается различно. В «Рамаяне» упоминается, что апсары возникли при пахтании океана богами и асурами, ни те, ни другие не захотели брать их в жёны, и они стали принадлежать всем. По другим легендам наиболее знаменитых апсар (таких как Менака, Урваши, Тилоттама и др.) создал Брахма, а остальные были дочерьми Дакши. Число апсар колеблется по различным данным от нескольких десятков до сотен тысяч. Апсары, находившиеся в непосредственном услужении у богов, часто использовались ими для соблазнения аскетов или святых отшельников, которые путём аскезы могли бы стать равными богам.
«Натьяшастра» сообщает нам, что апсары Сукеши и Манджукеши, Мишракеши и Сулочану, а также 8 других апсар, были созданы силой мысли Брахмы для исполнения кайшики — нежного, женственного, украшенного стиля натьи, по просьбе Бхараты-муни. В последней главе «Натьяшастры» упоминается апсара Урваши, которая исполняла натью в доме деда царя Нахуша задолго до того, как по просьбе Нахуша для блага всех людей натья через бхаратов была передана богами на землю, в мир людей. После исчезновения Урваши и вместе с ней Натьи царь — дед Нахуша — помешался от горя и умер, а его жены впали в уныние.